# Cementerio de la Ciudad de Mendoza

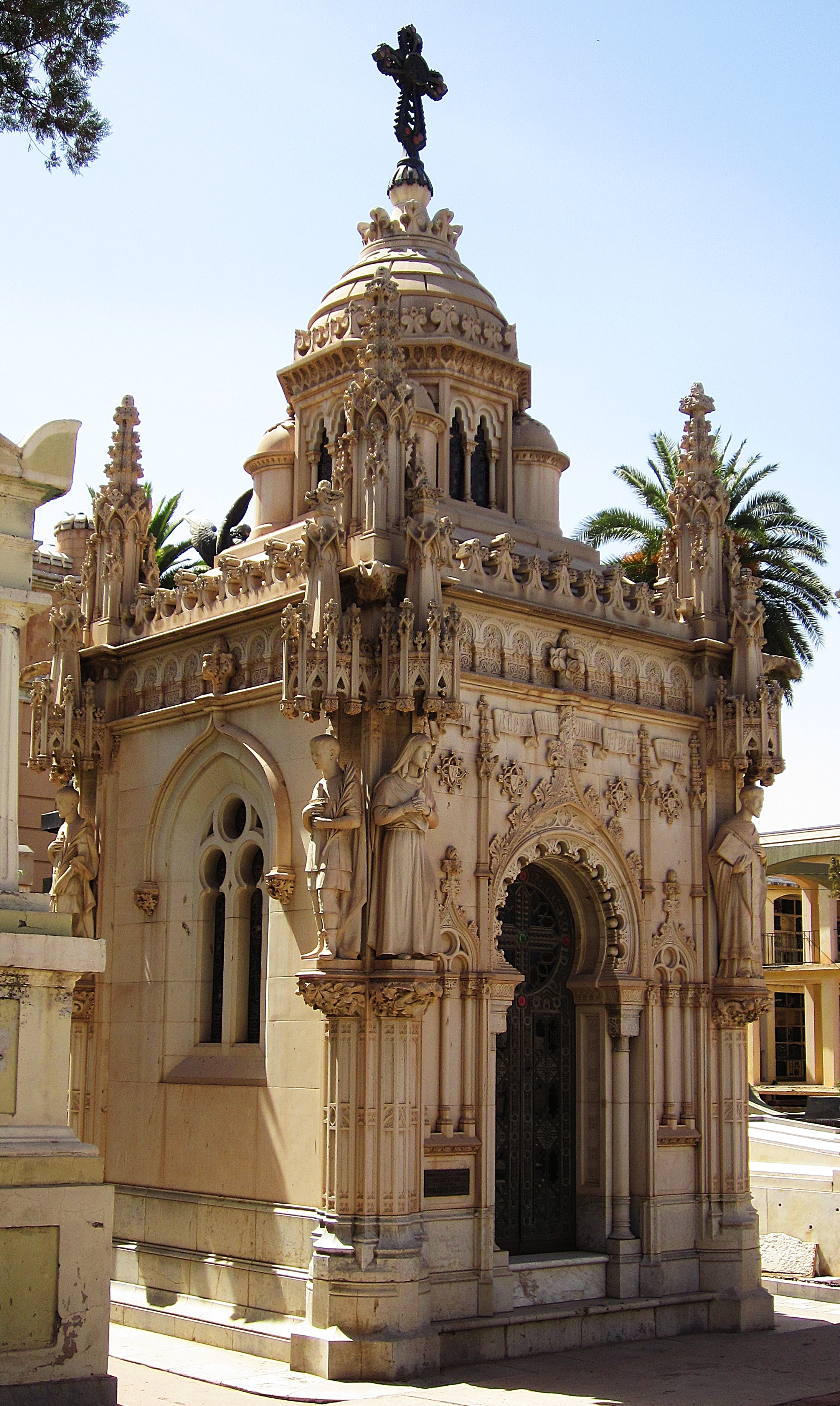
Mausoleo de estilo neogótico traído de Barcelona. Aquí yace el bodeguero español y comendador del rey Alfonso XIII, Rito Baquero.

El Cementerio de la Ciudad de Mendoza se ubica en calle San Martín 1100, en el departamento Las Heras, Provincia de Mendoza, Argentina.
Es una verdadera ciudad, solo que las viejas construcciones no son para habitar, sino para conmemorar. Y la memoria se mantiene viva gracias al arte fúnebre, la arquitectura, la simbología y los epitafios de mausoleos, criptas, tumbas y lápidas. 

## Historia
El actual Cementerio de la Ciudad de Mendoza se divide en Antiguo, Viejo y Nuevo. La parte del antiguo cementerio se encuentra ubicada en la zona norte del complejo, siendo inaugurada en el año 1846, pero el Gobierno de la provincia lo había creado en el año 1829, en sintonía con lo que ocurría en otros sitios de la Argentina, donde comenzaban a crearse los cementerios públicos, laicos y extramuros (los alejados de los poblados), ya que hasta ese momento los cadáveres se sepultaban en el interior de Iglesias o en torno a los templos.
La norma de creación de cementerios públicos en Mendoza, data del año 1828.

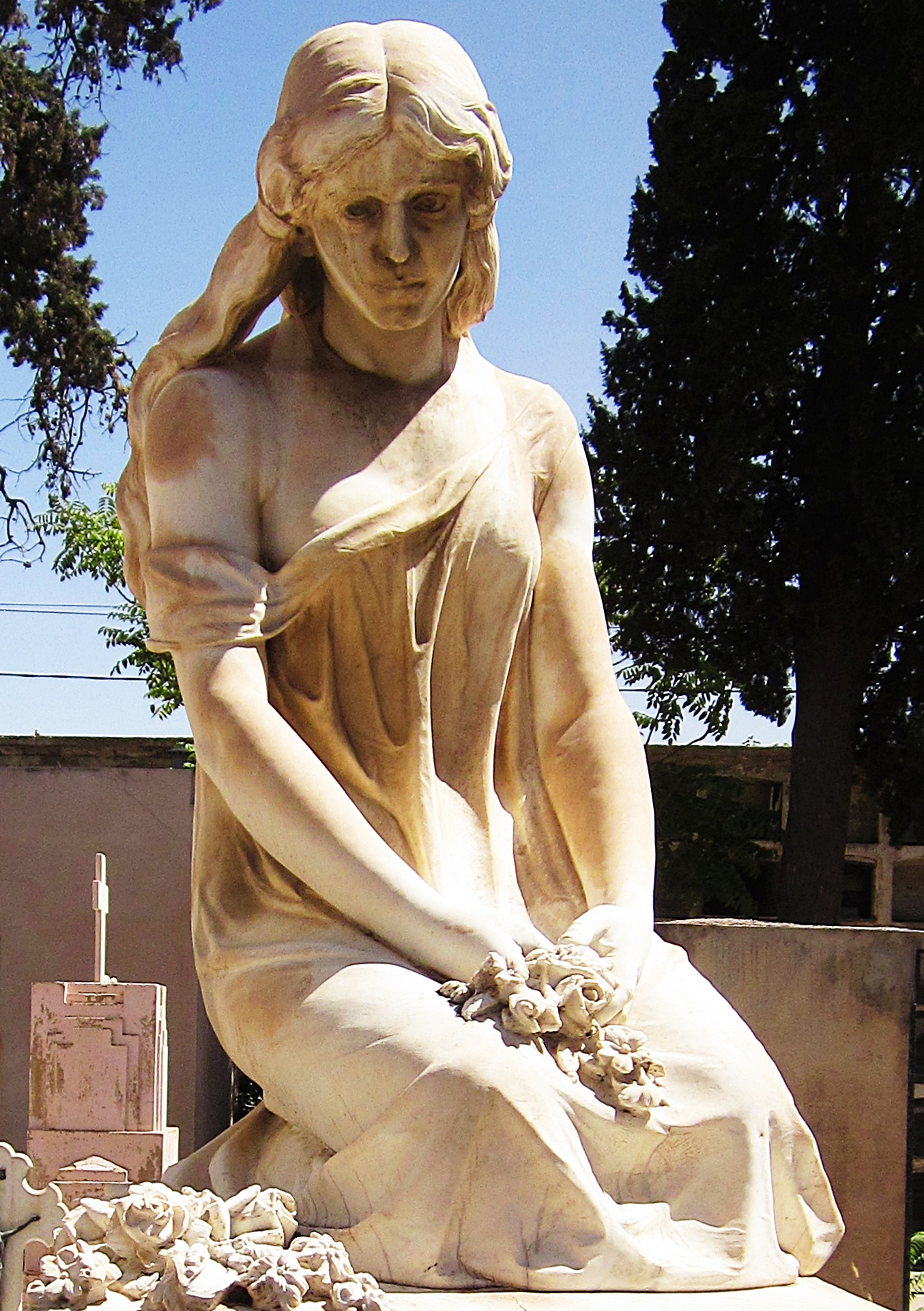
Una de las tantas esculturas encontradas en el antiguo sector del cementerio.

Para el nuevo cementerio, se dispuso un terreno del barrio La Chimba (actual departamento de Las Heras). Si bien las obras de la necrópolis mendocina se iniciaron de inmediato, las mismas fueron concluidas en 1846, y el cementerio se inauguró el 1 de agosto de ese año, quedando su capilla a cargo de los benedictinos y bajo la protección de Nuestra Señora del Rosario.
Debido al terremoto del 20 de marzo de 1861, los edificios y paredes del cementerio se desplomaron, volviéndose el lugar un caos y un riesgo sanitario, permaneciendo así durante décadas. Recién en 1868, cuando se creó la Municipalidad de la Ciudad de Mendoza, si bien el cementerio quedó incluido en el actual departamento de Las Heras, su dependencia administrativa-funcional se mantuvo a cargo de la comunidad capitalina.
Sus actuales trazados y fisonomía se deben al intendente Luis Lagomaggiore, quien a mediados de la década de 1880 decidió rescatarlo, dándole el aspecto de un cementerio romántico al gusto francés, si bien luego se fueron sumando diversos lenguajes y estilos. De esta manera, el antiguo cementerio estuvo en total actividad hasta mediados de la década de 1990, cuando se habilitó el sector viejo.
Es uno de los principales puntos turísticos de la ciudad de Mendoza, debido al arte funerario que este presenta, a que en él se encuentran reconocidas figuras y a los recorridos por su interior que son realizados por la municipalidad de la ciudad.

## Algunas figuras reconocidas
- Jacinto Álvarez: Un destacado gobernador, político y médico, siendo el primer vicegobernador de la provincia. También destacado por su actividad vitivinícola. Era hermano gemelo del doctor Agustín Álvarez.
- Balbino Arizu: Importante bodeguero.
- Rito Baquero: Fue un importante bodeguero español llegado a la Provincia de Mendoza en el año 1881 como el comendador del rey Alfonso XIII. Fundó su propia bodega titulada El Baquero, en el departamento de Maipú. Falleció en 1939, su mausoleo hecho de piedra al estilo neogótico con rasgos de mudéjar y morisco, fue traído de Barcelona. Es uno de los más destacados del sector antiguo del cementerio.

- Tiburcio Benegas: Industrial, bodeguero que ocupó distintos cargos y fue unos de los creadores del Banco de Mendoza.
- Adolfo Calle: Importante abogado y político. Fue diputado y ministro de Gobierno. Conocido por ser el fundador del popular periódico mendocino Diario Los Andes en 1882.

- Emilio Civit: Político que ocupó numerosos cargos, entre ellos dos veces gobernador de la provincia. Es recordado por ser impulsor de la creación del Parque General San Martín, el más importante de Mendoza.
- Juan Francisco Cubillos.
- Enrique Díaz Araujo: Reconocido abogado, historiador y profesor. Miembro del Partido NOS.
- Emiliano Guiñazú.

- Pompeyo Lemos: Descendiente directo de Gaspar de Lemos y Marina Gallego, primera familia mendocina desde su fundación en 1562. También fue el fundador del Colegio de Escribanos de Mendoza, además de un gran diseñador de telones teatrales.
- Carlos Washington Lencinas: Gobernador de la provincia.
- José Néstor Lencinas: Gobernador de la provincia.
- Juan Cornelio Moyano: Primer gobernador constitucional de la provincia. Su tumba fue declarada Monumento Histórico Nacional en el año 1924.
- Doralizo de la Rosa: Importante hacendado, estanciero y empresario vitivinícola.